# Coordenadas baricêntricas
As coordenadas baricêntricas definem uma forma de representação de um ponto no espaço em função de outros pontos, chamados pontos de controle, de modo que a soma das coordenadas baricêntricas deste ponto seja igual a um. Estas coordenadas são muito utilizadas em sistemas de informação gráfica para a representação de Curvas de Bézier.
Elas foram propostas por August Ferdinand Möbius em 1827, no seu livro The Barycentric Calculus.

## Definição
{\displaystyle \color {Black}P=uP1+vP2+wP3}
{\displaystyle \color {Black}u+v+w=1}
Em que {\displaystyle P} representa um ponto no espaço, {\displaystyle P1}, {\displaystyle P2} e {\displaystyle P3} são os pontos de controle e {\displaystyle u}, {\displaystyle v}  e  {\displaystyle w} são os escalares que formam as coordenadas baricêntricas do ponto {\displaystyle P}.

## Interpretação Geométrica
É possível interpretar as coordenadas baricêntricas como a representação de um ponto no interior de uma forma geométrica determinada por pontos de controle. No exemplo abaixo {\displaystyle P} está no interior de um triângulo formado pelos pontos de controle {\displaystyle P1} , {\displaystyle P2} , {\displaystyle P3}.
{\displaystyle u={\frac {area(PP2P3)}{area(P1P2P3)}}}
{\displaystyle v={\frac {area(P1PP3)}{area(P1P2P3)}}}
{\displaystyle w={\frac {area(P1P2P)}{area(P1P2P3)}}}
Deste modo podemos representar {\displaystyle P} em coordenadas baricêntricas em relação a {\displaystyle P1} , {\displaystyle P2} e {\displaystyle P3} pela forma:
{\displaystyle \color {Black}P=(u,v,w)}